# Zone de vide
Pour plus de détails, voir Fiche technique et Distribution.
Zone de vide (真空地帯, Shinkū chitai) est un film japonais de Satsuo Yamamoto sorti en 1952 et adapté d'un roman de Hiroshi Noma.

## Synopsis
Le récit dramatique d'un soldat de première classe, Kitani, accusé de vol et persécuté par son lieutenant. Une vision très noire de la vie de caserne dans l'Armée impériale japonaise durant la Guerre du Pacifique.

## Fiche technique
- Titre du film : Zone de vide[1]
- Titre alternatif : La Vie de caserne
- Titre original : 真空地帯 (Shinkū chitai?)
- Réalisation : Satsuo Yamamoto
- Scénario : Yusaku Yamagata d'après le roman de Hiroshi Noma
- Photographie : Minoru Maeda
- Musique : Ikuma Dan
- Direction artistique : Yasuzo Kawashima
- Production : Shinsei Eiga
- Format : noir et blanc - 1,37:1 - format 35 mm - son mono
- Durée : 129 minutes
- Pays d'origine :  Japon
- Année de sortie : 
  -  Japon : 15 décembre 1952

## Distribution artistique
- Isao Kimura : Kitani
- Takashi Kanda : commandant Mine
- Yoshi Katō : lieutenant Hayashi
- Eiji Okada : Okamoto
- Koichi Nichimura : sergent Osumi

## Autour du film
Zone de vide obtiendra un succès exceptionnel à sa sortie. Satsuo Yamamoto « révèle ici un talent particulier pour la mise en scène, dont la force et le dynamisme font ressentir au spectateur la peur de l'armée. (...) Sept ans après la défaite, beaucoup de Japonais, en voyant pour la première fois représentée à l'écran la dure réalité de l'ancienne armée impériale, subissent un choc et se rendent compte qu'il vaut mieux ne pas avoir d'armée. »
Le film a été classé en 13e position du Top des cent meilleurs films japonais par la revue Kinema Junpō en 1999.